# Platycaulos cascadensis
Platycaulos cascadensis är en gräsväxtart som först beskrevs av Neville Stuart Pillans, och fick sitt nu gällande namn av Hans Peter Linder. Platycaulos cascadensis ingår i släktet Platycaulos och familjen Restionaceae. Inga underarter finns listade i Catalogue of Life.